# SUPER☆GiRLS宮崎理奈のナイスみやり!
『SUPER☆GiRLS宮崎理奈のナイスみやり!』（スーパーガールズみやざきりなのナイスみやり）は、ラジオ日本で放送されていたラジオ番組である。

## 概要
SUPER☆GiRLS（2019年1月11日を以て独立）の宮崎理奈が同局で持つ単独パーソナリティのラジオレギュラー番組である。番組キーワードは"チャレンジ!"元気な"みやり"がチャレンジし続けるラジオで、「こんばんみやり」や「バイバイみやり」といった挨拶が使われるのが特徴。放送中はTwitterを用いてスタッフからの情報発信を行っている。最近は不定期ではあるが、宮崎本人が自身のアカウントでも実況をしている。
初回放送時には番組名が決まっていなかったがSUPER☆GiRLS公式サイト『マイドル!SUPER☆GiRLS』内でアンケートが実施され、「おしゃべ理奈いと」・「ナイスみやり!」・「晴れのち み・や・り♪・きいてみやり♪」の3候補から投票により決定した。
2019年1月15日放送分より、グループの卒業に伴いSUPER☆GiRLSの冠が外れる。
2019年1月15日の放送内にて、2019年1月29日を以て宮崎は降板する旨が発表された。番組枠はそのまま残り、翌週の2月5日から『SUPER☆GiRLS阿部夢梨のナイスゆめり!』と改題された上でSUPER☆GiRLSの阿部夢梨が番組を引き継ぐ。

## パーソナリティ
- 宮崎理奈

## 放送局・時間
| 放送対象地域 | 放送局                 | 放送時間                | 放送期間                     | 放送時間変遷・備考 |
| ------------ | ---------------------- | ----------------------- | ---------------------------- | --- |
| 関東広域圏   | ラジオ日本（制作局）   | 毎週火曜日22:00 - 22:30 | 2012年4月7日 - 2019年1月29日 | - 土曜 25:30 - 26:00（2012.4.7 - 2013.3.30） - 火曜 24:00 - 24:30（2013.4.2 - 2015.3.24） - 火曜 26:00 - 26:30（2015.3.31 - 2015.12.29） - 火曜 25:00 - 25:30（2016.1.5 - 2017.3.28） - 火曜 22:00 - 22:30（2017.4.4 - 2019.1.29） |
| 岐阜県       | 岐阜放送（ぎふチャン） | 毎週土曜日22:30 - 23:00 | 2015年10月1日 - 2019年2月2日 | - 木曜 21:30 - 22:00（2015.10.1 - 2016.3.24） - 土曜 24:00 - 24:30（2016.4.1 - 2016.9.24） - 土曜 22:30 - 23:00（2016.10.1 - 2019.2.2）                                                                                            |
| 熊本県       | 熊本放送（RKKラジオ）  | 毎週木曜日23:30 - 24:00 | 2016年4月7日 - 2019年1月31日 | |

## コーナー
レギュラーで行われているものはなく、フリートークと週替わりでコーナーが行われている。
ナイスみやり演劇部
お試しからスタートしリスナー・ゲストから評判が高かったのため、コーナー化。
ゲスト回の際、男性役をパーソナリティーのみやりが演じ、女性役をゲストが演じる、定番コーナーとなっている。
コーナー内容は、男性からは女性に言われたい胸キュンフレーズ、女性からは男性に言われたい胸キュンフレーズを送るコーナー。
※開始時のコーナー名は、胸キュンLoveTheaterだったが、2016年7月19日放送より（ゲスト：金澤有希、伊藤千咲美（GEM））『ラブキュン!!!』と変更となった。
※2016年10月25日放送より、ラブキュン!!!から恋（ラブ）☆煌メケーション!!!に変更となり、それからナイスみやり演劇部に。
| 回数  | 年   | 表彰女優   | 所属グループ  |
| ----- | ---- | ---------- | ------------- |
| 第1回 | 2015 | 志村理佳   | SUPER☆GiRLS   |
| 第2回 | 2016 | 志村理佳   | SUPER☆GiRLS   |
| 第3回 | 2017 | 渡辺亜紗美 | Cheeky Parade |

探偵!みやりスクープ
『探偵!ナイトスクープ』（ABCテレビ）が好きとういう事からはじまったコーナー。このコーナーでの使用曲は円広志「ハートスランプ二人ぼっち」。
宮崎探偵に解決してもらいたい事をリスナーより依頼を募集するコーナー

### 過去のコーナー
みやり応援団
嫌なこと、大変なこと、悩みなどを励ましてもらうコーナー。このコーナーでの使用曲は「がんばって 青春」。
絶対自分みやり宣言
リスナーが目標を宣言をし、後押しをしてもらうコーナー
みやりに吠えろ!
リスナーが、みやりポリスにいろんな噂を通報するコーナー。使用曲は『太陽にほえろ!』のメインテーマと『ルパン三世』のサブタイトルBGM。
スパガ亭みやり師匠の大喜利コーナー
お題に対して、リスナーが大喜利に答えるコーナー。その中で、パーソナリティー宮崎理奈が気に入った答えとMVP者を発表する。
| 回数   | 放送日         | テーマ                                                                   | ラジオネーム           |
| ------ | -------------- | ------------------------------------------------------------------------ | ---------------------- |
| 第1回  | 2012年11月17日 | 「こんな剥がしなら嫌じゃない」                                           | ウインタース           |
| 第2回  | 2012年12月22日 | 「宮崎理奈ソロデビュー決定！そのタイトルは？」                           | まりもヘッド           |
| 第3回  | 2013年3月16日  | 「実は田中美麗の特技は○○」                                               | エルドラド             |
| 第4回  | 2013年5月7日   | 「こんなラジオ番組は嫌だ！！」                                           | ウインタース           |
| 第5回  | 2013年7月2日   | 「武道館公演でみやり推しが30人減った。その訳は？」                       | ウイーンの光           |
| 第6回  | 2013年8月13日  | 「知ってしまったみやりのくせ」                                           | サラダ                 |
| 第7回  | 2013年10月08日 | 「ナイスみやり！」検索ワード急上昇！その理由は？」                       | 眼鏡玉手箱             |
| 第8回  | 2014年1月13日  | 「ナイスみやり！」のグッズ決定！そのグッズとは？                         | フート                 |
| 第9回  | 2014年4月15日  | 宮﨑理奈が取得した資格は何？                                             | ローゼンリッター       |
| 第10回 | 2014年7月1日   | 『花道!!ア～ンビシャス』の冒頭で、実は宮崎理奈が宣誓したかったこととは？ | 後ろの方から何か来る！ |
| 第11回 | 2014年8月5日   | こんな舞台はイヤだ？                                                     | カルピン               |
| 第12回 | 2014年9月31日  | DDDの本当の意味は？                                                      | ローゼンリッター       |
| 第13回 | 2014年11月4日  | 福田Pが信じているものは？                                                | 孤独な散歩者           |
| 第14回 | 2015年1月27日  | 2014年、宮崎理奈が人には言えないやり残したことは？                       | 後ろの方から何か来る！ |

みやりのおまけ
らじこん（有料）限定のコーナー。地上波ラジオ放送での放送は無し。
ギラギラPromotion
『ギラギラRevolution』の好きなポイント（歌詞、ダンス、MVなど、熱い思い）を教えるコーナー
宮崎理奈のアイキャン
今、何の資格を持っていない宮崎理奈が資格取得を目指すコーナー（リスナーが持っている資格やみやりに取得してほしい資格を投稿する。）
スパガ大辞典
スパガのメンバーが、テレビ、ラジオ、雑誌、ブログ、Twitterなどで言った、気になる発言を送るコーナー
イッチャって♪ヤッチャって♪相談室
みやりによる人生相談コーナー
ポエム
みやりが2016年5月31日（#218）の放送内に、急遽募集し始まったもの、2016年6月14日（#220）の1回で終了したコーナー
※2015年2月3日の放送から番組リニューアルに伴い今までのコーナーがすべて終了となった。

## ゲスト
- 八坂沙織（SUPER☆GiRLS）（2012年7月7日）
- 後藤彩（SUPER☆GiRLS）（2012年7月14日）
- 志村理佳（SUPER☆GiRLS）（2012年7月21日）
- 菊地亜美（アイドリング!!!）※コメントだけの出演（2012年8月4日）
- 渡邉ひかる、田中美麗（SUPER☆GiRLS）（2012年8月25日/2012年9月1日）
- クロちゃん（安田大サーカス）（2012年10月6日）
- 稼農楓、前島亜美（SUPER☆GiRLS）（2012年10月20日/2012年10月27日）
- 荒井玲良、溝手るか（SUPER☆GiRLS）（2012年11月3日/2012年11月10日）
- 関根優那、永井日菜（Cheeky Parade）（2012年12月1日/2012年12月8日）
- 田中美麗、後藤彩（SUPER☆GiRLS）（2012年12月15日/2012年12月22日）
- 樋口竜雄（SUPER☆GiRLS統括プロデューサー）（2012年12月29日）
- 鈴木友梨耶、鈴木真梨耶（Cheeky Parade）（2013年1月12日）
- 勝田梨乃（SUPER☆GiRLS）（2013年2月9日/2013年2月16日）
- 菊地亜美（アイドリング!!!）※コメントだけの出演（2013年2月9日）
- 志村理佳、渡邉ひかる（SUPER☆GiRLS）（2013年2月23日/2013年3月2日）
- 渡邉ひかる（SUPER☆GiRLS）（2013年3月23日/2013年3月30日）
- 前島亜美（SUPER☆GiRLS）（2013年4月16日/2013年4月23日）
- 溝手るか（SUPER☆GiRLS）（2013年5月21日/2013年5月28日）
- 志村理佳、渡邉ひかる、後藤彩（SUPER☆GiRLS）（2013年6月4日/2013年6月11日）
- 横山ルリカ（アイドリング!!!）（2013年6月25日）
- ぷりあでぃす玲奈（2013年7月16日）
- 八坂沙織、勝田梨乃（SUPER☆GiRLS）（2013年8月20日/2013年8月27日）
- 鈴木友梨耶、永井日菜（Cheeky Parade）（2013年9月10日/2013年9月17日）
- 佐藤亜美菜（AKB48）（2013年10月22日）
- 前島亜美、後藤彩（SUPER☆GiRLS）（2013年11月12日）
- 菊地亜美（アイドリング!!!）※コメントだけの出演、金澤有希、武田舞彩（GEM）（2013年11月19日）
- 関根優那、溝呂木世蘭（Cheeky Parade）（2013年11月26日）
- 前島亜美、田中美麗（SUPER☆GiRLS）（2013年12月3日/2013年12月10日）
- 永井日菜（Cheeky Parade）※電話だけの出演（2013年12月17日）
- 渡邉ひかる、溝手るか（SUPER☆GiRLS）（2013年12月31日/2014年1月7日）
- 金城成美、吉橋亜理砂（TOKYO TORiTSU これで委員会）（2014年1月21日）
- 佐藤亜美菜 ※コメントだけの出演、 小西彩乃（東京女子流）（2014年1月28日）
- 八坂沙織（SUPER☆GiRLS）（2014年2月11日/2014年2月18日）
- 金澤有希（GEM）、永井日菜（Cheeky Parade） ※コメントだけの出演（2014年2月25日）
- 渡邉幸愛、浅川梨奈、内村莉彩、前島亜美（SUPER☆GiRLS） ※コメントだけの出演（2014年3月11日）
- 浅川梨奈（SUPER☆GiRLS） ※コメントだけの出演、関根優那、島崎莉乃（Cheeky Parade）（2014年3月18日）
- 森岡悠、村上来渚（GEM）（2014年4月8日）
- 加藤里保菜（TOKYO TORiTSU これで委員会）、廣川奈々聖（FUKUOKA はかたみにょん★） ※コメントだけの出演（2014年4月15日）
- 浅川梨奈、内村莉彩（SUPER☆GiRLS）（2014年4月22日/2014年4月29日）
- 君島光輝（palet） ※コメントだけの出演、渡邉幸愛（SUPER☆GiRLS）（2014年5月6日）
- 渡邉幸愛（SUPER☆GiRLS）（2014年5月13日）
- 志村理佳（SUPER☆GiRLS） ※コメントだけの出演、橘ゆりか（アイドリング!!!）（2014年5月20日）
- 小栗かこ、平野沙羅（GEM）（2014年6月3日）
- 志村理佳（SUPER☆GiRLS）（2014年6月10日）
- 渡辺亜紗美、島崎莉乃（Cheeky Parade）（2014年6月17日）
- 金城成美（TOKYO TORiTSU これで委員会）※コメントだけの出演（2014年6月24日）
- 加藤里保菜（TOKYO TORiTSU これで委員会） ※コメントだけの出演（2014年7月15日）
- 夏江紘実（2014年7月22日）
- DJ KOO（DJ）（2014年7月29日）
- 溝手るか、渡邉幸愛（SUPER☆GiRLS）（2014年8月12日/2014年8月19日）
- 田中美麗、浅川梨奈（SUPER☆GiRLS）（2014年8月26日/2014年9月2日）
- 森岡悠、武田舞彩（GEM）（2014年9月9日）
- 荻野可鈴（夢みるアドレセンス）、宮本佳林（Juice=Juice）、浅川梨奈（SUPER☆GiRLS）※コメントだけの出演（2014年9月16日）
- 荒井玲良、前島亜美（SUPER☆GiRLS）（2014年10月21日/2014年10月28日）
- 荻野可鈴（夢みるアドレセンス）（2014年11月25日）
- 山本真凜、小鷹狩百花（Cheeky Parade）（2014年12月2日）
- 金澤有希、伊山摩穂（GEM）（2014年12月9日）
- 渡邉ひかる、浅川梨奈（SUPER☆GiRLS）（2014年12月16日/2014年12月23日）
- 田中美麗、内村莉彩（SUPER☆GiRLS）（2014年12月30日/2015年1月6日）
- 日比美思、大原優乃（Dream5）（2015年2月10日）
- 志村理佳、田中美麗（SUPER☆GiRLS）（2015年2月17日/2015年2月24日）
- ゲッターズ飯田 ※占いだけの出演（2015年2月24日）
- 田中美麗（SUPER☆GiRLS）（2015年4月14日/2015年4月21日）
- 浅川梨奈（SUPER☆GiRLS）、松田美里（わーすた）※コメントだけの出演（2015年4月28日）
- 浅川梨奈（SUPER☆GiRLS）（2015年5月12日/2015年5月19日）
- 志村理佳（SUPER☆GiRLS）（2015年6月9日/2015年6月16日）
- 松田美里、廣川奈々聖（わーすた）（2015年6月30日/2015年7月7日）
- 鈴木友梨耶、鈴木真梨耶（Cheeky Parade）（2015年7月14日/2015年7月21日）
- 志村理佳、渡邉幸愛（SUPER☆GiRLS）、坂元葉月、廣川奈々聖、松田美里、小玉梨々華、三品瑠香（わーすた）、クロちゃん（安田大サーカス）（2015年8月11日）
- 志村理佳、渡邉幸愛（SUPER☆GiRLS）（2015年8月18日/2015年8月25日）
- 森岡悠、金澤有希（GEM）、志村理佳（SUPER☆GiRLS）、渡辺亜紗美（Cheeky Parade）※電話だけの出演（2015年9月8日）
- 家入レオ（2015年9月15日）
- 伊山摩穂、村上来渚（GEM）（2015年9月29日/2015年10月6日）
- 浅川梨奈（SUPER☆GiRLS）（2015年10月13日/2015年10月20日）
- 田中美麗、溝手るか（SUPER☆GiRLS）（2015年11月10日/2015年11月17日）
- リリィ、さよなら。（2015年11月24日）
- ゲッターズ飯田（2015年12月15日）
- 山内鈴蘭 (SKE48) (2015年12月22日)
- 志村理佳（SUPER☆GiRLS）（2016年1月19日/2016年1月26日）
- 勝田梨乃、内村莉彩、渡邉ひかる（SUPER☆GiRLS）※電話だけの出演、渡辺亜紗美（Cheeky Parade）（2016年2月16日）
- 渡辺亜紗美（Cheeky Parade）（2016年2月23日/2016年3月1日）
- 田中美麗、浅川梨奈（SUPER☆GiRLS）（2016年3月8日/2016年3月15日）
- 村上来渚、伊藤千咲美（GEM）（2016年3月22日）
- 大野未来（2016年4月12日/2016年4月19日）
- 小鷹狩百花、渡辺亜紗美（Cheeky Parade）（2016年4月26日/2016年5月3日）
- 坂元葉月、小玉梨々華（わーすた）（2016年5月10日/2016年5月17日）
- 勝田梨乃、荒井玲良（SUPER☆GiRLS）（2016年6月7日/2016年6月14日）
- 尾澤ルナ、阿部夢梨（SUPER☆GiRLS）（2016年6月28日/2016年7月5日）
- 金澤有希、伊藤千咲美（GEM）（2016年7月12日/2016年7月19日）
- 前島亜美（SUPER☆GiRLS）（2016年8月9日/2016年8月16日）
- 渡邉ひかる、溝手るか、内村莉彩（SUPER☆GiRLS）（2016年8月9日/2016年8月16日）
- 渡辺亜紗美、永井日菜（Cheeky Parade）（2016年9月6日:#232、2016年9月13日:#233）
- 高見奈央、大矢梨華子（ベイビーレイズJAPAN）（2016年10月18日:#238、2016年10月25日:#239）
- 廣川奈々聖、松田美里（わーすた）（2016年11月1日:#240/2016年11月8日:#241）
- 志村理佳、前島亜美（SUPER☆GiRLS）（2016年12月13日:#246、2016年12月20日:#247）
- 溝手るか、渡邉幸愛（SUPER☆GiRLS）（2017年1月3日:#249、2017年1月10日:#250）
- ゲッターズ飯田、渡邉ひかる（SUPER☆GiRLS）（2017年1月31日:#253）
- 渡邉ひかる（SUPER☆GiRLS）（2017年2月7日:#254）
- 南口奈々、熊代珠琳（GEM）（2017年2月14日:#255、2017年2月21日:#256）
- 坂元葉月、小玉梨々華（わーすた）（2017年2月28日:#257、2017年3月7日:#258）
- 渡邉幸愛、内村莉彩（SUPER☆GiRLS）（2017年3月28日:#261、2017年4月4日:#262）
- 志村理佳、田中美麗（SUPER☆GiRLS）（2017年4月18日:#264、2017年4月25日:#265）
- 関根優那、渡辺亜紗美（Cheeky Parade）（2017年5月2日:#266、2017年5月9日:#267）
- 渡邉ひかる、溝手るか（SUPER☆GiRLS）（2017年6月13日:#273、2017年6月20日:#274）
- 志村理佳（SUPER☆GiRLS）（2017年6月27日:#275、2017年7月4日:#276）
- 渡邉幸愛（SUPER☆GiRLS）（2017年7月25日:#279、2017年8月1日:#280）
- 森岡悠、南口奈々（GEM）（2017年8月8日:#281、2017年8月15日:#282）
- 浅川梨奈（SUPER☆GiRLS）（2017年8月22日:#283、2017年8月29日:#284）
- 尾澤ルナ、石橋蛍（SUPER☆GiRLS）（2017年9月19日:#287、2017年9月26日:#288）
- 三品瑠香（わーすた）（2017年10月17日:#291、2017年10月24日:#292）
- 森岡悠、西田ひらり（GEM）（2017年10月31日:#293、2017年11月7日:#294）
- 関根優那、渡辺亜紗美（Cheeky Parade）（2017年11月14日:#295、2017年11月21日:#296）
- 志村理佳、渡邉幸愛（SUPER☆GiRLS）（2017年11月28日:#297、2017年12月5日:#298）
- 浅川梨奈、渡邉幸愛（SUPER☆GiRLS）（2018年1月2日:#301、2018年1月9日:#302）
- 志村理佳、渡邉幸愛（SUPER☆GiRLS）（2018年1月30日:#295、（2018年2月6日:#296）
- 鈴木友梨耶、渡辺亜紗美（Cheeky Parade）（2018年2月13日:#307、2018年 2月20日:#308）
- 田中美麗（SUPER☆GiRLS）（2018年2月27日:#309、2018年3月6日:#310）
- 松田美里、三品瑠香（わーすた）（2018年3月13日:#311、2018年3月20日:#312）
- 内村莉彩（SUPER☆GiRLS）（2018年3月27日:#313、2018年4月3日:#314）
- 志村理佳、浅川梨奈（SUPER☆GiRLS）（2018年4月24日:#317、2018年5月1日:#318）
- 阿部夢梨（SUPER☆GiRLS）（2018年5月22日:#321、2018年5月29日:#322）
- 志村理佳（SUPER☆GiRLS）（2018年6月12日:#324、2018年6月19日:#325）
- 鈴木真梨耶、山本真凜、渡辺亜紗美（Cheeky Parade）（2018年7月3日:#327、2018年7月10日:#328）
- 森岡悠（2018年7月24日:#330、2018年7月31日:#331）
- 阿部夢梨、渡邉ひかる（SUPER☆GiRLS）（2018年8月7日:#332、2018年8月14日:#333）
- 関根優那（2018年9月18日:#338、2018年9月25日:#339）
- 松田美里（わーすた）（2018年10月23日:#343、2018年10月30日:#344）
- 渡邉ひかる、溝手るか（SUPER☆GiRLS）（2018年11月6日:#345、2018年11月13日:#346）
- 渡邉幸愛（2018年11月20日:#347、2018年11月27日:#348）
- 森岡悠（2018年12月4日:#349、2018年12月11日:#350）
- 内村莉彩、浅川梨奈（2018年12月18日:#351、2018年12月25日:#352）
- BBZ（宮崎さんの福岡時代からの親友）（2019年1月8日:#354）
- 阿部夢梨（SUPER☆GiRLS）（2019年1月15日:#355）

## ゲスト特別バージョン
- Cheeky Parade小鷹狩百花のナイスこだかり! #1(第213回：2016年4月26日)
- Cheeky Parade渡辺亜紗美のナイスななべちゃん!  #1(第214回：2016年5月3日)、#2(第233回：2016年9月13日)、#3(第267回：2017年5月9日、#4(第296回：2017年11月21日)、#5(第307回：2018年2月13日)、#6(第328回：2018年7月10日)
- SUPER☆GiRLS渡邉幸愛のナイスななべちゃん! #1(第250回：2017年1月10日)、 #2(第348回：2018年11月27日)
- SUPER☆GiRLS渡邉ひかるのナイスななべちゃん! #1(第254回：2017年2月7日)、 #2(第333回：2018年8月14日)
- 森岡悠のもりおわーるど with you #1(第350回：2018年12月11日)

## イベント
- 『SUPER☆GiRLS宮崎理奈のナイスみやり!ミステリーバスツアー』(2016年9月11日【日帰り】 行き先：関東圏)

内容：ニジマス釣り体験＆BBQ、湖にてボート乗船など

## ナイスみやりファミリー

### 現在
- ダンディーさん＝お偉いさん（正体不明）、シソンヌさん（仮）＝ラジオディレクター（2015年2月24日加入）、こにたん＝放送作家：がくや

### 卒業
- かずみん＝元番組AD
- DDDさん（誰でも大好きディレクターの略称）＝ラジオディレクター：市場詳規
- おじさん＝番組プロデューサー：福田良平